# 鶏足山 (雲南省)

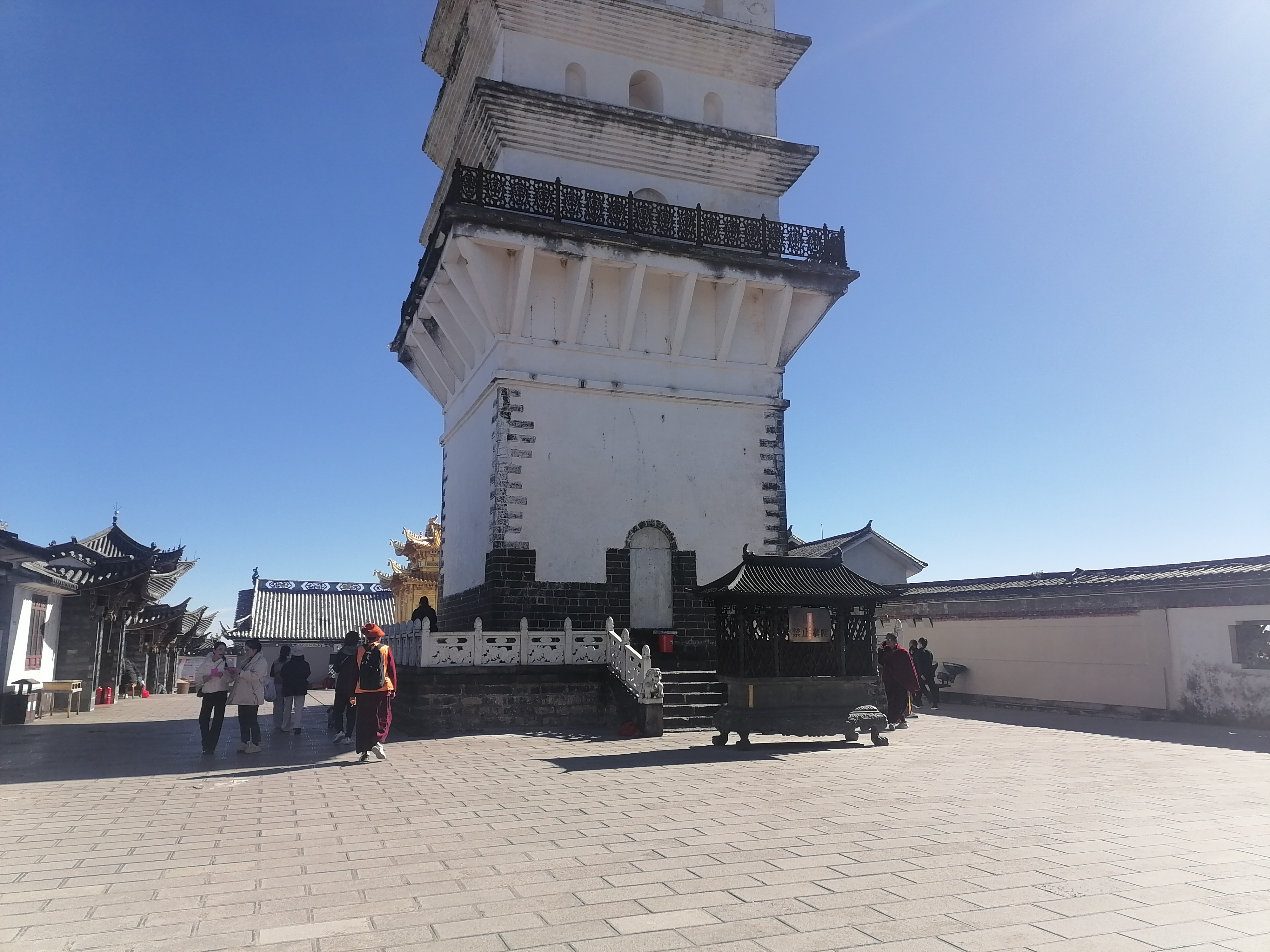
鶏足山　仏塔

鶏足山（けいそくさん、jizushan、རི་བྱ་རྐང་ཅན）は、中国雲南省大理ペー族自治州賓川県に位置しており、少数民族であるペー族が多く住んでいるエリアである。ここは中国仏教八小名山の一つに数えられている。鶏足山はもともと青巓山・九曲山などと呼ばれていたが、山頂の峰が鳥の爪に似ていることからこの名がつけられた。標高の一番高い場所は天柱峰であり、標高3240ｍになる。気候は夏は灼熱であり、雨が少なく乾燥している。典型的な亜熱帯であり、冬は短く夏は長い。

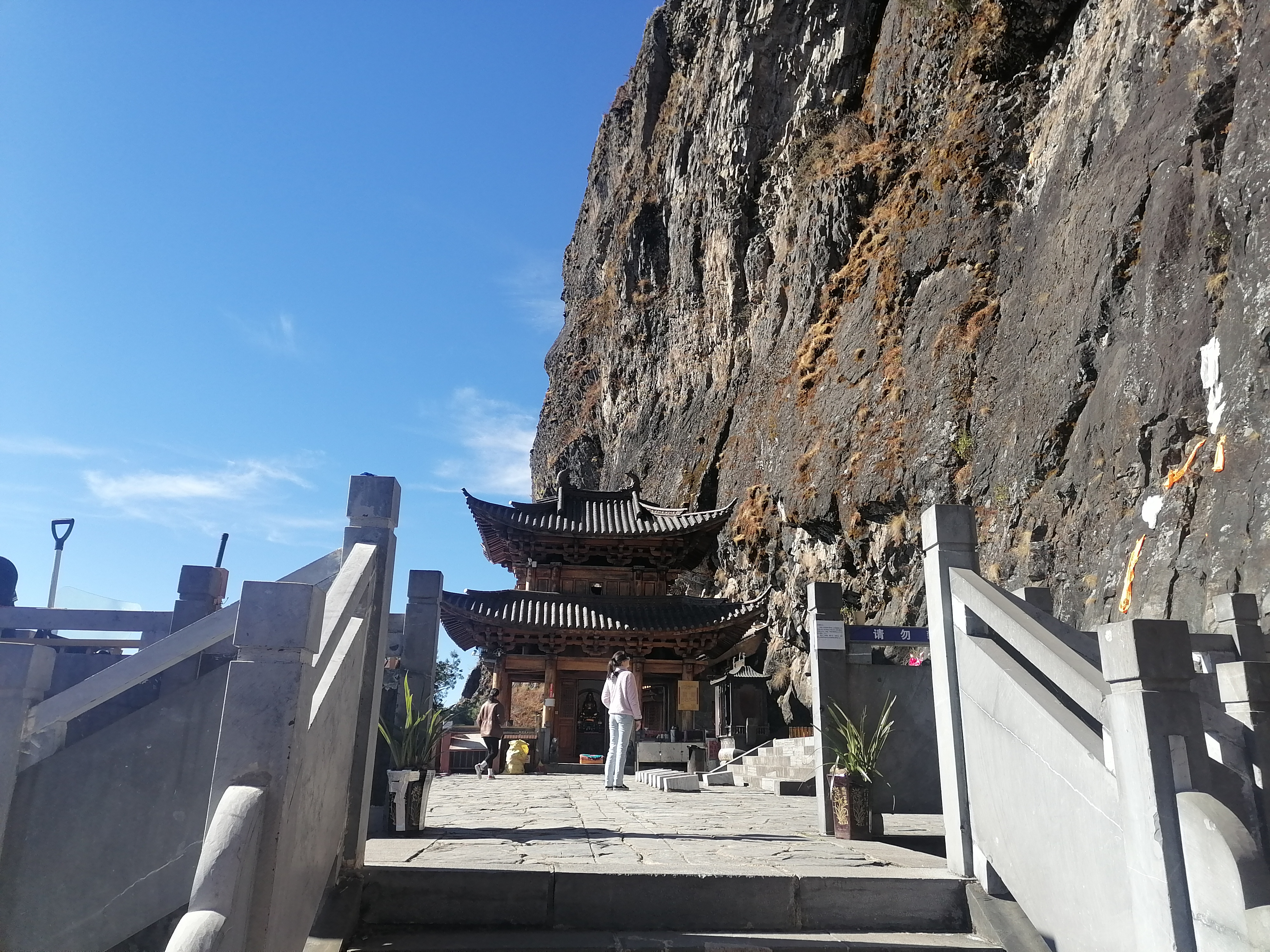
鶏足山　華首門

古代中国人はここが仏教の経典に記載がある「鶏足山」であると考え、それは釈尊が摩訶迦葉（まかかしょう）に衣鉢して弥勒菩薩が成仏して現れるのを待ち、入定した場所であると考えた。言い伝えでは摩訶迦葉は華首門のそばにある石の中に寝泊りしたという。そのため、鶏足山は仏教の聖地となり、摩訶迦葉の道場として、中国仏教、チベット仏教、上座部仏教の交わる場所として重視されている。また仏教の禅宗の発祥の地とも言われている。
この他、道教と密教の道場も多数存在している。また、1982年には大理市の蒼山・洱海地区、剣川県の石宝山と共に中華人民共和国国家級風景名勝区の「大理風景名勝区」に認定されており、中国の観光地等級AAAAにも指定されている。